# Коскумбез
Коскумбез (каз. Қоскүмбез) — село в Балхашском районе Алматинской области Казахстана. Входит в состав Коктальского сельского округа. Код КАТО — 193655300.

## Население
В 1999 году население села составляло 230 человек (127 мужчин и 103 женщины). По данным переписи 2009 года, в селе проживало 125 человек (69 мужчин и 56 женщин).